# Louis Pilot
Louis Pilot (11. listopadu 1940, Esch-sur-Alzette – 16. dubna 2016) byl lucemburský fotbalista.
Začínal v klubu CS Fola Esch, v jeho dresu se stal v roce 1960 nejlepším střelcem Nationaldivisioun. O rok později přestoupil do belgického prvoligového týmu Standard Lutych, s nímž se stal čtyřnásobným mistrem země (1963, 1969, 1970 a 1971) a dvojnásobným vítězem poháru (1966 a 1967). S klubem také zažil účast ve čtvrtfinále PMEZ 1970 (vstřelil úvodní gól osmifinálového zápasu, v němž Standard vyhrál na půdě Realu Madrid 3:2) a PMEZ 1972 i semifinále PVP 1967.
S lucemburskou reprezentací zažil historický postup do čtvrtfinále ME 1964, kde skóroval v úvodním zápase proti Dánsku, který skončil 3:3. Byl také se třemi brankami nejlepším lucemburským střelcem Kvalifikace na Mistrovství světa ve fotbale 1966 (UEFA), v níž však jeho tým skončil poslední ve skupině bez jediného bodu.
Byl zvolen lucemburským fotbalistou roku v letech 1966, 1970, 1971 a 1972, v letech 1968 a 1969 byl vyhlášen lucemburským sportovcem roku (do první desítky se dostal nepřetržitě v letech 1963 až 1974). Je historicky nejlepším Lucemburčanem v novinářské anketě o Zlatý míč: v roce 1967 získal jeden hlas a dělené 27. místo, v roce 1968 jeden hlas a dělené 24. místo, v roce 1969 dva hlasy a dělil se o 18. místo (mj. s Andrejem Kvašňákem). Kromě něho v anketě bodovali jen Robby Langers v roce 1989 a Guy Hellers (také hráč Lutychu) v roce 1991. Lucemburská fotbalová federace ho roku 2004 vybrala jako nejlepšího hráče země v druhé polovině 20. století na seznam UEFA Jubilee 52 Golden Players.